# ひまわり農業協同組合
ひまわり農業協同組合（ひまわりのうぎょうきょうどうくみあい、英称：JA Himawari）は、愛知県豊川市に本店を置く農業協同組合。略称は「JAひまわり」。

## 沿革
- 1990年（平成2年）4月1日 - 豊川市、一宮町、御津町、音羽町、小坂井町の農業協同組合が合併し、発足。
- 1991年（平成3年）5月-グリーンセンター音羽オープン
- 1996年（平成8年）3月-全国農業協同組合中央会優良農協表彰受賞
- 1996年（平成8年）4月-グリーンセンター豊川オープン
- 1996年（平成8年）4月-インターネットホームページ開設
- 1999年（平成11年）11月-とまと集出荷センター竣工
- 2002年（平成14年）5月-やすらぎ会館三蔵子オープン
- 2007年（平成19年）11月-バラ部会 第46回日本農林水産祭・園芸部門 内閣総理大臣賞受賞
- 2010年（平成22年）4月-わい！わい！ポイント制度スタート
- 2010年（平成22年）4月-ＪＡひまわりオリジナル米「稲荷の里」発売開始
- 2013年（平成25年）2月-組合員3万人達成記念組合員大会
- 2024年（令和6年）7月-総合集出荷センター竣工

## 店舗

### 支店
- 三蔵子・牛久保・睦美・豊川・八幡・こうごゆ・一宮・音羽・御津・小坂井

### 事業所
- 豊川中・豊川東・豊川西・一宮・音羽・御津・小坂井

### 営農センター等関連施設
- 総合集出荷センター
- 東部営農センター
- 西部営農センター
- 農機センター
- 農機センター西部出張所
- とまと集出荷センター

### グリーンセンター
- グリーンセンター豊川
- グリーンセンター一宮
- グリーンセンター音羽

### Aコープ
- 小坂井店

### 産直ひろば
- 産直ひろば御津

### ガソリンスタンド
- 睦美セルフガソリンスタンド
- 赤塚セルフガソリンスタンド
- 一宮セルフガソリンスタンド
- 東上セルフガソリンスタンド
- 西部セルフガソリンスタンド
- 小坂井セルフガソリンスタンド

### やすらぎ会館
- やすらぎ会館 三蔵子
- やすらぎ会館 御津
- やすらぎ会館 小坂井